# Епархия Чиклайо
 Епархия Чиклайо  (лат. Dioecesis Chiclayensis) — епархия Римско-Католической церкви с центром в городе Чиклайо, Перу. Епархия Чиклайо входит в митрополию Пьюры. Кафедральным собором епархии Чиклайо является церковь Пресвятой Девы Марии.

## История
17 декабря 1956 года Римский папа Пий XII издал буллу «Sicut materiam», которой учредил епархию Чиклайо, выделив её из архиепархии Трухильо и епархии Кахамарки. В этот же день епархия Чиклайо вступила в митрополию Трухильо.
7 апреля 1963 года епархия Чиклайо передала часть своей территории новой территориальной прелатуре Чоты.
30 июня 1966 года епархия Чиклайо вступила в митрополию Пьюры.

## Ординарии епархии
- епископ Daniel Figueroa Villón (17.12.1956 — 30.01.1967);
- епископ Ignacio María de Orbegozo y Goicoechea (26.04.1968 — 4.05.1998);
- епископ Jesús Moliné Labarte (4.05.1998 — 3.11.2014);
- епископ Роберт Фрэнсис Превост (26.09.2015 — 30.01.2023 — назначен префектом Дикастерии по делам епископов).

## Источник
- Annuario Pontificio, Ватикан, 2007
- Булла Sicut materiam, AAS 49 (1957), p. 388  (лат.)